# Marinus Vertregt

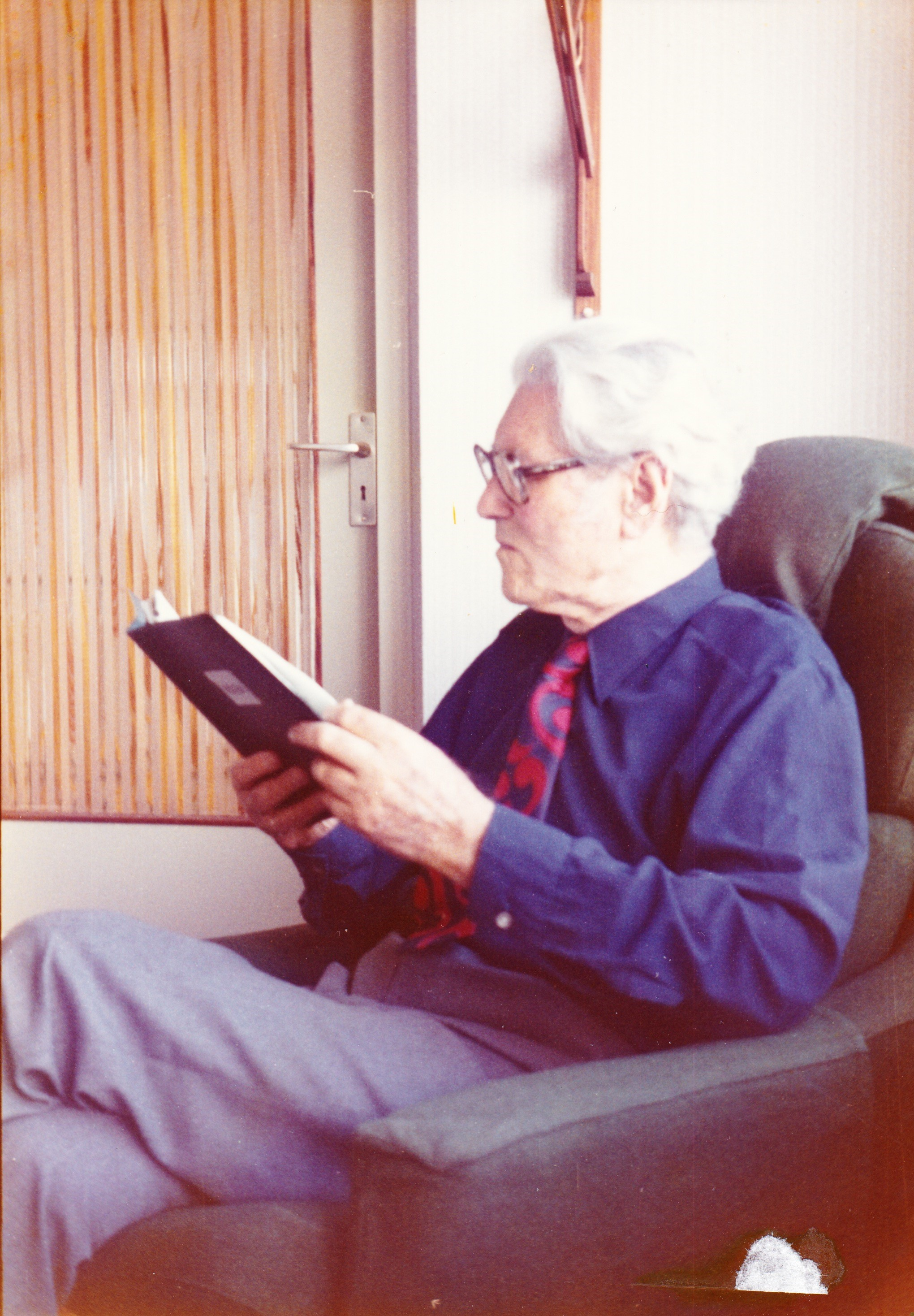
Marinus Vertregt leest in zijn huis in Sliedrecht omstreeks 1972.

Marinus Vertregt (Dordrecht, 19 april 1897 - Sliedrecht, 1 mei 1973) was een Nederlands wetenschapper. 

## Leven en werk
Vertregt studeerde suikertechnologie aan de MTS (tegenwoordig Hogeschool) te Dordrecht. In 1917 vertrok hij in opdracht van de Handels Vereeniging Amsterdam (H.V.A.) naar Java. Hij vervulde daar verscheidene functies tot en met administrateur (directeur) van verscheidene suikerfabrieken. Na zijn pensionering bij de H.V.A. in 1952 werd hij directeur van het net opgerichte Instituut voor Technische Cursussen, welke functie hij tot 1962 vervulde.
Van jongs af aan was hij geïnteresseerd in astronomie en andere wetenschappen. De opkomst van de ruimtevaart boeide hem bijzonder. In 1953 werd hij lid van de British Interplanetary Society (B.I.S.) en van de (Nederlandse Vereniging voor Ruimtevaart (N.V.R). In 1958 werd hij op grond van zijn originele artikelen in "Spaceflight" benoemd tot "Fellow"' van de B.I.S. Hij was ook jarenlang bestuurslid en vicevoorzitter van de N.V.R.
Naar aanleiding van een studie uit 1953 naar een kleine kunstmaan (Mouse) door de Amerikaan S.F. Singer publiceerde Vertregt in 1954 op verzoek van de NVR een ontwerp van een kunstmaan genaamd "Muis". De Muis was een verbeterd ontwerp van de Mouse; waar de Mouse op 300 km hoogte zou rondcirkelen zou de Muis op 500 km hoogte rond de aarde cirkelen. Het voordeel hiervan was dat de satelliet langere tijd, tot een jaar, in de ruimte zou kunnen blijven terwijl de geraamde kosten vrijwel gelijk zouden blijven. Vele kranten, ook in het buitenland, besteedden uitvoerig aandacht aan dit ontwerp.
In 1959 verscheen zijn boek "Beginselen van de Ruimtevaart", in 1960 gevolgd door een Engelse vertaling: "Principles of Astronautics" en in 1965 door een uitgebreide tweede uitgave. Bij het verschijnen van de eerste editie was dit boek het eerste dat het hele werkveld van de ruimtevaart op een beknopte doch wetenschappelijke wijze behandelde. Het boek is in 1969 ook in het Russisch uitgegeven.
In 1961 werd hij uitgenodigd om het "First International Symposium on Analytical Astrodynamics" te bezoeken, die werd gehouden bij de University of California, Los Angeles. Na het symposium hield hij een lezing over "Interplanetary Orbits" voor het personeel van Douglas Aircraft. Daarna publiceerde hij nog vele artikelen over ruimtevaart, onder andere over banen van intercontinentale raketten, de Marskalender, rendez-vous van satellieten en hield verscheidene lezingen op onder meer ruimtevaartsymposia. Op 22 april 1961 hield hij een lezing over  "De zin van de ruimtevaart" voor de VARA radio. 
In 1970 werd hij benoemd tot erelid van de N.V.R. en van de Bond voor Materialenkennis. In 1979 werd een maankrater naar hem vernoemd.
Vertregt overleed op 1 mei 1973 op 76-jarige leeftijd in Sliedrecht.